# Årsballe
Årsballe, eller Aarsballe er en lille by beliggende på Bornholm. Byen ligger nordvest for Almindingen på ruten mellem Aakirkeby og Klemensker, og gennemskæres ligeledes af vejen fra Rønne til Østerlars og Gudhjem.
Årsballe har i dag mest karakter af en soveby, indeholdende en maskinforhandler, et byggefirma, en tv-forretning og en vognmand (lastbiler) som eneste synlige erhverv inden for bygrænsen. Byen består af ca. 50 huse og kendes på afstand for sine to tv-master placeret lidt uden for byen. DR's mast er den nærmeste, 150 meter høj, mens TV 2's ligger nogle kilometer fra byen, og er 315,5 meter høj.
I dag er der to samlingssteder i byen, det ene er Luthersk Missions missionshus, det andet er Aarsballe Boldklubs stadion, hvor der udover sportslige aktiviteter hvert år afholdes et velbesøgt loppemarked.
Tidligere var byen præget af et aktivt erhvervsliv, men i takt med at folk fik andre muligheder for service og indkøb, lukkede Aarsballe Brugs, taxivognmand, købmand, kul- og foderstofsalg, kølehus, posthus, sparekasse og savværk, ligesom flere andre næringsdrivende måtte dreje nøglen om eller flytte.
Lige uden for Årsballe ligger Restaurant Bolsterbjerg, hvor der tidligere var forlystelseshave med karruseller mm., samt botanisk have.

## Tragedien i 1992
I 1992 fandt en tragisk ulykke sted en lille kilometer udenfor Årsballe, som efterfølgende medførte en national ændring af regler for placering af lastbilers kofangere samt en ændring af reglerne for værnepligtiges hviletider under øvelse. En militær lastbil med ca 20 mand fortsatte lige ud, da vejen drejede til højre. Her ramte den en Fiat 127, der kom kørende i modsatte bane. På grund af lastbilens højt placerede kofangere skar den personbilen over i vindueshøjde, inden den kørte over bilen og ud på en mark, hvor den væltede. 3 gymnasieelever og en værnepligtig omkom. Efterforskningen viste at lastbilføreren angiveligt havde sovet et kort øjeblik. 
55°8′40″N 14°52′10″Ø / 55.14444°N 14.86944°Ø